# Apple A10
L'Apple A10 Fusion è system on a chip (SoC) a 64-bit basato su ARM, progettato da Apple Inc e prodotto da TSMC.
È un processore con processo a 16 nm ed è stato presentato per la prima volta nel keynote del 7 settembre 2016 per iPhone 7 e iPhone 7 Plus.

## Caratteristiche
- 125 mm² di volume (9% più piccolo di Apple A9 e 34% più piccolo di Apple A9X);
- Processo a 16 nm;
- 3,3 miliardi di transistor (in confronto ai 2 miliardi di Apple A9 e ai 3 miliardi di Apple A9X);

In qualità di CPU (in architettura ARM) è dotato di:
- 2 core ad alte prestazioni, denominati Hurricane;
- 2 core a elevata efficienza energetica, denominati Zephyr;

Secondo Apple, i core Hurricane offrono prestazioni fino al 40% in più rispetto ai 2 core Twister presenti nel precedente chip Apple A9.
La GPU, in architettura PowerVR GT7600 Plus, è dotato di 6 core per elaborazioni grafiche fino al 50% più veloci dell'Apple A9; il chip Apple A8 dispone di 4 core su architettura PowerVR GX6450.
Nello stesso chip è presente la RAM LPDDR4 prodotta da Samsung, con 2 GB su l'iPhone 7, iPad (sesta generazione) e iPod touch (settima generazione), e 3 GB su iPhone 7 Plus e iPad (settima generazione).

## Dispositivi predisposti
- 2016 (settembre): iPhone 7
- 2016 (settembre): iPhone 7 Plus
- 2018: iPad 6 (6° gen.)
- 2019 (maggio): iPod Touch 7 (7° gen.)
- 2019 (settembre): iPad 7 (7° gen.)